# Lucas Lynggaard Tønnesen
Lucas Lynggaard Tønnesen (13 de julio de 2000, Copenhague, Dinamarca) es un actor danés.
Tønnesen participó en 2013 en la película Misericordia, donde actuó como Lars Henrik. En 2013, participó también en la comedia Player (Jugador), de Tomas Villum Jensen, en el papel de Phillip, el hijo de Casper Christensen. Luego trabajó en Los viajes en el tiempo, una serie navideña del canal DR1.
En 2012 debutó con un papel en el espectáculo teatral Cirkus Summarum. En 2018 tuvo un papel principal en la serie The Rain de Netflix, interpretando el personaje de Rasmus.
En 2022 participó en la serie “1899” de Netflix, una serie de ocho capítulos donde toda la historia gira alrededor de un barco donde se suceden diversos misterios. Interpretó el personaje de Krester.
Tuvo una relación desde 2018 hasta 2021 con la actriz y directora danesa Emilie Koppel. Desde 2022 sale con Laura Lynggaard 

## Filmografía

### Cine
| Año  | Título       | Papel                      | Comentarios  |
| ---- | ------------ | -------------------------- | ------------ |
| 2013 | Misericordia | Lars Henrik 'Lasse' Jensen |              |
| 2013 | Jugador      | Felipe                     |              |
| 2015 | En piezas    | Oliver                     | Cortometraje |

### Series de TV
| Año         | Título                        | Papel                     | Comentarios            |
| ----------- | ----------------------------- | ------------------------- | ---------------------- |
| 2014        | Los viajes en el tiempo       | Oliver                    | Calendario de Adviento |
| 2018 - 2020 | The Rain                      | Rasmus Andersen           | Netflix                |
| 2022        | Borgen: reino, poder y gloria | Magnus Christensen Nyborg | Netflix                |
| 2022        | 1899                          | Krester                   | Netflix                |

### Teatro
| Año  | Título          | Papel  | Comentarios |
| ---- | --------------- | ------ | ----------- |
| 2012 | Cirkus Summarum | Buster |             |